# Cantón Quevedo
El cantón Quevedo es uno de los 13 cantones que conforman la provincia  ecuatoriana, de Los Ríos. Su cabecera cantonal es la ciudad de Quevedo, lugar donde se agrupa gran parte de su población total. Es el cantón más poblado de la provincia 

## Ubicación

### Cantones limítrofes con Quevedo
| Noroeste: Buena Fe | Norte: Buena Fe, Valencia | Noreste: Valencia          |
| Oeste: El Empalme  |                           | Este: Quinsaloma, Ventanas |
| Suroeste: Mocache  | Sur: Mocache              | Sureste: Ventanas          |

## Gobierno municipal
El cantón Quevedo, al igual que los demás cantones ecuatorianos, se rige por un gobierno municipal según lo estipulado en la Constitución Política Nacional. El  Gobierno Municipal de Quevedo es una entidad de gobierno seccional que administra el cantón de forma autónoma al gobierno central. 
El Gobierno municipal de Quevedo, se rige principalmente sobre la base de lo estipulado en los artículos 253 y 264 de la Constitución Política de la República y en la Ley de Régimen Municipal en sus artículos 1 y 16, que establece la autonomía funcional, económica y administrativa de la entidad.

### Alcaldía
El poder ejecutivo del cantón es desempeñado por un ciudadano con título de alcalde de Quevedo, el cual es elegido por sufragio directo en una sola vuelta electoral sin fórmulas o binomios en las elecciones municipales. El vicealcalde no es elegido de la misma manera, ya que una vez instalado el Concejo Cantonal de Quevedo se elegirá entre los ediles un encargado para aquel cargo. El alcalde y el vicealcalde duran cuatro años en sus funciones, y en el caso del alcalde, tiene la opción de reelección inmediata o sucesiva. El alcalde es el máximo representante de la municipalidad y tiene voto dirimente en el concejo cantonal, mientras que el vicealcalde realiza las funciones del alcalde de modo suplente mientras no pueda ejercer sus funciones el alcalde titular.
El alcalde cuenta con su propio gabinete de administración municipal mediante múltiples direcciones de nivel de asesoría, de apoyo y operativo. Los encargados de aquellas direcciones municipales son designados por el propio alcalde. Actualmente el alcalde de Quevedo es Dr. Alexis Fernando Matute Matute, elegido para el periodo 2023-2027.

### Concejo cantonal
El poder legislativo del cantón es ejercido por el Concejo Municipal de Quevedo el cual es un parlamento unicameral que se constituye al igual que en los demás cantones mediante la disposición del artículo 253 de la Constitución Política Nacional. De acuerdo a lo establecido en la ley, la cantidad de miembros del concejo representa proporcionalmente a la población del cantón.
El cantón Quevedo posee nueve concejales, los cuales son elegidos mediante sufragio (Sistema D'Hondt) y duran en sus funciones cuatro años pudiendo ser reelegidos indefinidamente. De los nueve ediles, ocho representan a la población urbana mientras que uno representa a las zonas rurales. El alcalde y el vicealcalde presiden el concejo en sus sesiones. Al recién instalarse el concejo municipal por primera vez, sus miembros eligen de entre ellos un designado para el cargo de vicealcalde de la ciudad, de conformidad a lo señalado en el artículo 57, literal o) del Código Orgánico de Organización Territorial, Autonomía y Descentralización (COOTAD).
Los miembros del concejo municipal, organizarán las distintas comisiones municipales conforme a lo prescrito en el artículo 57, literal r) del COOTAD. Las comisiones están conformadas por los concejales principales. Un concejal puede ser parte de más de una comisión.
Quevedo, se constituyó en el cantón de mayor extensión geográfica y de mayor población de la provincia de Los Ríos, pero la separación de sus parroquias rurales, Mocache, Buena Fe y Valencia, para convertirse en cantones, dejó apenas una extensión de 303 km² en la actualidad. Sin embargo, sigue manteniendo la mayor población cantonal con más de 150.000 habitantes, de acuerdo al censo nacional de población y vivienda del año 2010.
Es la capital económica de la provincia, por la gran riqueza exportadora de productos agrícolas y productos agro industrializados.
Posee la Universidad Técnica Estatal de Quevedo y Extensiones de la Universidad Técnica de Babahoyo, Universidad Particular de Loja, Universidad de los Andes.

## División política
El cantón se divide en parroquias que pueden ser urbanas o rurales y son representadas por los Gobiernos Parroquiales ante la Alcaldía de Quevedo.
| División territorial/parroquia                                                                                           | Superficie (km²) | Población (hab.) |  |
| --- | ---------------- | ---------------- |  |
| Quevedo (Cabecera cantonal)                                                                                              | 191,17           | 206 103          |  |
| La Esperanza | 28,89            | 7 958            |  |
| San Carlos | 84,61            | 13 037           |  |
| Total cantón | 304,67 km²       | 227 098 hab.     |  |
| Datos proporcionados por el Instituto Nacional de Estadísticas y Censos sobre el Censo de Población y Vivienda del 2022. |                  |                  |  |

El cantón Quevedo cuenta con 9 parroquias urbanas y 2 parroquias rurales
Parroquias urbanas
- 7 de Octubre
- 24 de Mayo
- Guayacán
- Nicolás Infante Díaz
- San Camilo
- San Cristóbal
- Quevedo
- Venus del Río Quevedo
- Viva Alfaro

Parroquias rurales
- San Carlos
- La Esperanza